# 須田敏子
須田 敏子（すだ としこ、1958年 - ）は日本の経営学者。青山学院大学国際マネジメント研究科教授。

## 概略
青山学院大学経営学部経営学科卒業。英国リーズ大学にて、修士号取得（人的資源管理）。英国バース大学よりPh.D取得（経営学専攻）。専門は、人材マネジメント、組織行動、国際経営学である。アブダビ石油を経て、日本能率協会に勤務。その後、日本能率協会マネジメントセンターに転籍し、同協会にて月刊誌「人材教育」の編集長に就任。その後、青山学院大学教授に就任。2009年より厚生労働省・中央職業能力開発協会ビジネス・キャリア人事･人材開発1級試験監査委員、2013年より、総務省国家公務員人事評価制度研究委員会委員。2019年から2021年まで青山学院大学大学院国際マネジメント研究科国際マネジメント専攻教務主任。

## 著書
- 『戦略人事論：競争優位の人材マネジメント』（日本経済新聞出版社、2010年）
- 『HRMマスターコース：人事スペシャリスト養成講座』（慶應義塾大学出版会、2005年）
- 『人事・教育白書』 （共著、日本能率協会マネジメントセンター、1997年）

## 参考
- 大学HP
- 日経HP